# Alchemy of Souls
Alchemy of Souls (환혼?, HwanhonLR), anche nota come Return, è una serie televisiva sudcoreana trasmessa su tvN dal 18 giugno 2022 all'8 gennaio 2023. Globalmente, è stata resa disponibile in streaming su Netflix.

## Trama

### Prima parte
Daeho è un paese pervaso da una potente energia proveniente dal cielo, che alcune persone, dette "maghi" (술사?, sulsaLR), sono in grado di controllare. È però proibito praticare l'"alchimia delle anime" (환혼술?, hwanhonsulLR), un incantesimo che permette di trasferire le anime da un corpo all'altro.
Convinta che le quattro famiglie di maghi di Daeho (Jin, Park, Seo e Jang) abbiano trucidato la sua famiglia, la maga Naksu usa le proprie doti per ucciderne i membri e vendicarsi. Rimasta ferita in combattimento, si rifugia in un altro corpo con l'alchimia delle anime, ma resta erroneamente intrappolata in quello di Mu-deok, una ragazza cieca la cui costituzione è talmente debole che Naksu non riesce più a praticare la magia. Propone quindi un patto a Jang Uk, l'erede della famiglia Jang: gli farà segretamente da maestra, trasmettendogli tutte le sue conoscenze di magia, che poi lui userà per liberarla dal corpo di Mu-deok. Uk, infatti, pur provenendo da una famiglia di maghi, ha difficoltà a seguire questa strada perché, quando era soltanto un neonato, suo padre Jang Gang chiuse il canale d'accesso al suo ki e proibì a chiunque di riaprirlo per motivi che spiegò soltanto all'amico Park Jin: Uk fu concepito quando, grazie all'alchimia delle anime, nel corpo di Jang Gang era stato trasferito il precedente re di Daeho, e se si scoprisse finirebbe in serio pericolo, essendo il legittimo erede al trono. Ignaro di tutto, Uk riesce a farsi riaprire il canale d'accesso al ki con uno stratagemma e comincia a studiare la magia insieme a Naksu, che viene assunta dai Jang come sua domestica, assumendo l'identità di Mu-deok. Trascorrendo il proprio tempo insieme, i due s'innamorano.
Nel frattempo, i maghi sono impegnati a eliminare i hwanhonin (환혼인?), le persone la cui anima è stata scambiata ma che hanno perso il controllo, diventando pericolosi e cibandosi dell'energia degli esseri umani; cercano inoltre la Pietra di Ghiaccio, la cui energia venne usata per creare i hwanhonin, con l'intenzione di distruggerla.

### Seconda parte
Sono trascorsi tre anni da quando Mu-deok è impazzita e si è gettata nel lago di Daeho dopo aver trafitto a morte Uk, che tuttavia è resuscitato grazie al potere della Pietra di Ghiaccio, entrata dentro di lui. Da allora, il ragazzo conduce una vita triste e solitaria, in lutto per l'amore perduto e tormentato dai fantasmi che vogliono appropriarsi del potere della Pietra, mentre continua a eliminare i hwanhonin: è inseguendone uno a Jinyowon che s'imbatte in Jin Bu-yeon, l'erede reclusa della famiglia Jin, la quale, all'insaputa di tutti, è in realtà Naksu.
Tre anni prima, infatti, il cadavere pietrificato di Mu-deok venne ripescato immediatamente dai Jin, avendo scoperto che la ragazza cieca era in realtà la loro figlia primogenita scomparsa. L'anima della giovane, rimasta nell'organismo insieme a quella di Naksu, era però troppo compromessa per poter essere salvata, e così i Jin decisero di tenere almeno il corpo, con Naksu al suo interno; la sua anima, divenutane l'unica abitante, ne cambiò progressivamente le fattezze fino ad assumere l'aspetto che aveva avuto prima dell'alchimia delle anime. Colpita da amnesia e incapace di attingere ai suoi poteri, Naksu fu costretta ad assumere l'identità di Bu-yeon e rinchiusa in una stanza a Jinyowon nell'attesa di essere maritata a un uomo con il quale produrre un'erede per la famiglia Jin. Desiderosa di scappare dalla sua prigione, propone a Uk di sposarla, mettendo in cambio i propri grandi poteri al suo servizio: ignaro che ella non li sappia più usare, Uk accetta, intenzionato a usarli per estrarre la Pietra di Ghiaccio dal proprio corpo e morire.

## Personaggi

### Personaggi principali
- Jang Uk, interpretato da Lee Jae-wook
Giovane nobiluomo, erede della famiglia Jang, è stato cresciuto dalla governante Kim dopo che sua madre è morta di parto e suo padre se n'è andato.
- Naksu/"Mu-deok"/"Jin Bu-yeon", interpretata da Go Youn-jung e Jung So-min (nel corpo di Mu-deok)
Vero nome Cho Yeong, è la figlia di Cho Chung, un astronomo che lavorava per la famiglia reale e che fu ucciso dalle quattro famiglie. Jin Mu la prese quindi sotto la sua ala e la crebbe nelle remote valli di Danhyanggok rendendola un'assassina di maghi, nota come Naksu.
- Seo Yul, interpretato da Hwang Min-hyun
Figlio maggiore ed erede della famiglia Seo della fortezza di Seoho. Amico di Uk e Dang-gu dall'infanzia, conobbe Naksu a Danhyanggok e se ne innamorò.
- Park Jin, interpretato da Yoo Jun-sang
Capo di Songrim.
- Go Won, interpretato da Shin Seung-ho
Principe ereditario di Daeho.
- Kim Yeon, interpretata da Oh Na-ra
Governante della famiglia Jang.
- Jin Mu, interpretato da Jo Jae-yoon
Fratellastro di Ho-gyeong e allievo di Jang Gang, è un uomo avido e assetato di potere.
- Park Dang-gu, interpretato da Yoo In-soo
Nipote di Park Jin, erede di Songrim.
- Jin Cho-yeon, interpretata da Arin
Figlia di Jin Ho-gyeong, erede di Jinyowon.
- Jin Ho-gyeong, interpretata da Park Eun-hye
Capo di Jinyowon, madre di Cho-yeon.
- Heo Yeom, interpretato da Lee Do-kyung
Mago e guaritore, capo di Sejukwon, la miglior infermeria di Daeho.
- Lee Cheol, interpretato da Im Chul-soo
Potente mago ultracentenario.
- Heo Yun-ok, interpretata da Hong Seo-hee
Guaritrice, nipote di Heo Yeom.
- So-i, interpretata da Seo Hye-won
Ragazza proveniente dal villaggio di Sari, dove crebbe la vera Mu-deok. Viene scelta da Jin Mu per impersonare Jin Bu-yeon.
- Sang-ho, interpretato da Lee Ha-yool
Guardia della famiglia Park.
- Ju-wol, interpretata da Park So-jin
Proprietaria di Chwiseollu, un noto bar di Daeho frequentato da nobili e politici.
- Go Sun, interpretato da Choi Kwang-il
Re di Daeho.
- Seo Ha-sun, interpretata da Kang Kyung-hun e Shim So-young
Regina di Daeho.
- Sun-i, interpretata da Jung Ji-an
Cameriera personale di Yun-ok.

### Personaggi secondari
- Jin Bu-yeon/Mu-deok, interpretata da Yoon Hae-bin
Figlia maggiore della famiglia Jin, sorella di Cho-yeon ed erede di Jinyowon. Nacque cieca, ma in grado di riconoscere l'energia insita in cose e persone. Da ragazzina venne portata da Jin Mu e da suo padre al lago Gyeongcheondaeho per recuperare la Pietra di Ghiaccio dai suoi fondali, e si presume che sia morta annegata.
- Jang Gang, interpretato da Joo Sang-wook
Padre di Uk.
- Gil-ju, interpretato da Choi Ji-ho
Braccio destro di Jin Mu.
- Yeom-su, interpretato da Cha Yong-hak
Braccio destro di Jin Mu dopo la morte di Gil-ju.
- Go Seong, interpretato da Park Byung-eun
Precedente re di Daeho, vero padre di Uk.
- Cho Chung, interpretato da Yoon Seo-hyun
Padre di Naksu.
- Jin U-tak, interpretato da Joo Seok-tae
Padre di Cho-yeon.
- Cha Beom, interpretato da Lee Ji-hoo
Apprendista mago.
- Gu Hyo, interpretato da Lee Bong-jun
Apprendista mago.
- Han Yeol, interpretato da Joo Min-soo
Apprendista mago.
- Maggiordomo Lee, interpretato da Jang Tae-min
Servitore della famiglia Jang.
- Seo Yun-o, interpretato da Do Sang-woo
Zio di Yul.

## Produzione

### Pre-produzione
Per scrivere la sceneggiatura le sorelle Hong hanno tratto ispirazione dalle storie dei rifugiati del Goguryeo prima che fosse fondato il Balhae, ambientando la serie idealmente intorno all'anno 1000 nella parte settentrionale della penisola coreana, ma optando per uno scenario interamente fittizio, senza riferimenti a personaggi ed eventi storici realmente accaduti. Il budget si è aggirato intorno ai 40 miliardi di won.

### Casting
Il 21 gennaio 2021 una testata sudcoreana riportò che Park Hye-su era in trattative per il ruolo della protagonista, notizia che la sua agenzia smentì. Ulteriori indiscrezioni trapelarono a giugno, citando Joo Sang-wook, Yoo Jun-sang, Oh Na-ra, Lee Jae-wook, Park Hye-eun, Hwang Min-hyun dei NU'EST e Arin delle Oh My Girl come candidati a entrare nel cast.
Inizialmente la parte di Mu-deok era stata assegnata all'attrice esordiente Park Hye-eun, che tuttavia si ritirò dal drama nel luglio 2021, a riprese già iniziate, per via della pressione derivante dall'interpretare la protagonista in una produzione di rilievo. Venne quindi contattata Jung So-min, che era già stata diretta dal regista Park Joon-hwa nel 2017 in Ibeon saeng-eun cheo-eum-ira. Il 3 marzo 2022 vennero confermati la partecipazione e i ruoli di Lee Jae-wook, Jung So-min, Hwang Min-hyun, Shin Seung-ho, Yoon Jun-sang, Oh Na-ra e Jo Jae-yoon, mentre il 21 marzo fu la volta di Arin, Yoo In-soo, Park Eun-hye, Lee Do-kyung e Im Chul-soo. In un primo momento Lee Jae-wook aveva rifiutato la parte, reputando che l'ambientazione interamente di fantasia rendesse troppo difficile immaginare cosa stesse succedendo dal copione, e dubitando quindi di riuscire a recitare bene, ma successivamente cambiò idea, spinto dal desiderio di affrontare una nuova sfida.
Durante la conferenza stampa prima dell'inizio della messa in onda, il regista annunciò che avrebbero realizzato una seconda parte del drama perché non erano riusciti a includere tutta la storia nei primi 20 episodi. Il 12 luglio 2022 venne riportato che Go Youn-jung avrebbe sostituito Jung So-min alla guida della seconda parte, avendo interpretato Naksu prima dello scambio di anime. La produzione non confermò né smentì la notizia, affermando che qualunque dichiarazione avrebbe potuto costituire uno spoiler. L'uscita di Jung dal cast venne annunciata il 19 ottobre seguente insieme alla data di inizio della seconda parte.

### Riprese
Nell'agosto 2021, le case di produzione Studio Dragon e High Quality firmarono un accordo con la città di Mungyeong per costruire un set nella zona di Maseong-myeon del valore di 5 miliardi di won. Alchemy of Souls venne girato anche al padiglione Nongwoljeong nella valle Hwarim-dong della contea di Hamyang, al padiglione Goseokjeong nella contea di Cheorwon e al CJ ENM Studio Center a Paju. L'albero che appare nella località fittizia di Danhyanggok si trova lungo il corso inferiore del fiume Geumgang nella fortezza di Garimseong, nella contea di Buyeo. La post-produzione venne portata avanti di pari passo con le riprese, a partire dall'estate 2021.
Le riprese vennero cancellate durante la seconda settimana di ottobre 2021 per un caso positivo di COVID-19 tra lo staff rilevato il 5 ottobre. Tutto il personale venne quindi sottoposto a test diagnostici PCR, e alcuni membri classificati come contatti stretti si auto-isolarono nonostante fossero risultati negativi al contagio.
La seconda parte iniziò a essere girata a luglio 2022, e l'ultimo ciak venne battuto il 6 ottobre seguente.

### Promozione e trasmissione
Il 7 maggio 2022 vennero distribuiti i primi teaser promozionali, incentrati su Jang Uk e Mu-deok, mentre il 26 maggio uscì il primo poster, uno scatto ravvicinato del viso di Jung So-min con gli occhi pervasi di luce blu e la mano di Lee Jae-wook sulla guancia, accompagnata dalla scritta "Ti ho riconosciuto a prima vista". Nel secondo poster, pubblicato il 3 giugno, Lee Jae-wook si erge dietro a Jung So-min, usando la spada sguainata per nascondere il colore blu del suo occhio destro, e lo scatto è accompagnato dalla scritta "Restami accanto, cosicché nessuno possa attaccarci!". Il 12 giugno uscirono un video teaser del primo episodio e un poster dei due protagonisti abbracciati che si guardano negli occhi con la scritta "Sei solo tu. La persona che può avvicinarsi così tanto". Un quarto poster uscì il giorno prima della messa in onda, il 17 giugno, e rappresenta il rapporto maestra/allievo dei protagonisti, con Uk inginocchiato dinanzi a Mu-deok in una foresta di bambù e le parole "Ti ho riconosciuto a prima vista. La mia pazza insegnante".
Alchemy of Souls non andò in onda il 13 e il 14 agosto per apportare delle migliorie agli episodi conclusivi della prima parte: al suo posto tvN mandò una trasmissione riassuntiva della trama principale e un programma speciale con gli attori.
Il 26 agosto venne annunciato che la seconda parte, composta da dieci puntate, sarebbe stata trasmessa a dicembre. Il 10 novembre venne diffuso un poster promozionale, focalizzato su due mani che si toccano, con il sole dietro di loro e due pietre yin-yang, rappresentanti l'amore della coppia protagonista, che pendono dalle loro dita. Ulteriori locandine sui temi della luce e dell'ombra, in linea con il sottotitolo della seconda parte, Light and Shadow (빛과 그림자?, Bitgwa geurimjaLR), uscirono nei giorni successivi.

## Colonna sonora

### Prima parte
CD 1
1. Car, the Garden – Scars Leave Beautiful Trace – 3:33
2. Kassy – Aching – 4:44
3. Jeon Se-woon – Just Watching You – 4:02
4. Gummy – Raindrops – 3:54
5. Shin Yong-jae – You're Everything to Me – 4:10
6. Kim Na-young – Breath – 4:27
7. Big Naughty – Love Letter (With You) – 3:29

CD 2
1. Nam Hye-seung, Jeon Jong-hyuk – Alchemy of Souls (Opening Title) – 0:32
2. Nam Hye-seung, Jeon Jong-hyuk – Naksu – 4:24
3. Kim Woo-jung – Jinyowon – 2:37
4. Nam Hye-seung, Park Sang-hee – Don't Leave Me Blues – 1:07
5. Kim Soo-hyuk – The Energy of Water – 2:03
6. Kim Yong-eun – Give This King a Different Body – 5:20
7. Nam Hye-seung, Jeon Jong-hyuk – Forbidden Spell – 3:14
8. Won Ye-na – Unspeakable – 2:41
9. Nam Hye-seung, Park Sang-hee – Gwigu – 1:55
10. Kim Soo-hyun – Another Soul – 2:51
11. Nam Hye-seung, Jeon Jong-hyuk – The Chaser of Night – 3:36
12. Kim Woo-jung – If You Don't Do Anything – 1:59
13. Cheon Jung-hoon – Imperial Star – 1:05
14. Won Ye-na – I Am a Crown Prince – 2:18
15. Nam Hye-seung, Park Sang-hee – My Young Master, My Mudeok – 2:01
16. Chun Min-jung – Jin Mu – 5:44
17. Oh Yeo-na – The Memory of Danhyang – 1:41
18. Chun Min-jung – About this Distance – 1:32
19. Nam Hye-seung, Park Sang-hee – The Land of Daeho – 1:15
20. Nam Hye-seung, Park Sang-hee – Yes, My Young Master – 1:47
21. Oh Yeo-na – The Old Whistle – 1:38
22. Yang Chae-eun – Trace of Alchemy of Souls – 1:47
23. Kim Mun-jeong – Painful Past – 3:38
24. Nam Hye-seung, Park Sang-hee – Jinyowon and Songrim – 2:13

### Seconda parte
1. Lia (Itzy) – Blue Flower – 3:48
2. Hwang Min-hyun – Tree (Just Watching You 2) – 4:03
3. Ailee – I'm Sorry – 4:16
4. Nam Hye-seung, Jeon Jong-hyuk – From the Highest Place – 2:50
5. Kim Soo-hyun – Fallen Sky – 2:25
6. Won Ye-na – The Thing I Can Give You – 1:18
7. Nam Hye-seung, Park Sang-hee – Like Nothing Ever Happened – 2:27
8. Nam Hye-seung, Park Sang-hee – On Top of the Tree – 0:48
9. Kim Woo-jung – Scheme – 1:44
10. Nam Hye-seung, Park Sang-hee – Contest – 5:22
11. Chun Min-jung – At First Sight – 2:02
12. Kim Mun-jeong – Imperial Star – 1:38
13. Nam Hye-seung, Jeon Jong-hyuk – Fate – 4:27
14. Nam Hye-seung, Park Sang-hee – My Confession, My Sincerity – 2:33
15. Won Ye-na – The Only World – 1:38
16. Nam Hye-seung, Park Sang-hee – Promise – 2:03
17. Chun Min-jung – Another Name – 1:56
18. Kim Soo-hyun – Great Chaos – 2:31
19. Nam Hye-seung, Park Sang-hee – Walking Through Memories – 2:21
20. Kim Woo-jung – A Door that Can't Be Closed – 2:29
21. Chun Min-jung – Schizofrenia – 2:47
22. Kim Soo-hyun – Light and Shadow – 3:06
23. Chun Min-jung – Just Like the Two of Us – 1:31
24. Kim Soo-hyun – Into the Storm – 1:58
25. Won Ye-na – Gossip – 2:08
26. Kim Woo-jung – A Drop of Power – 2:30
27. Nam Hye-seung, Go Eun-jeong – Yun-ok and Heo Yeom – 0:56

## Accoglienza

### Critica
Per Pierce Conran del South China Morning Post, che ha recensito la serie dopo le prime due puntate, essa rappresenta "il mix di generi più audace di sempre" delle sorelle Hong, alternando tra dramma in costume, azione, sentimentale e commedia, risultando lontana dalle tipiche serie storiche sudcoreane, con una storia "[che] non ha sempre un senso perfetto, ma la direzione generale della narrazione non è mai meno che chiara". Scrivendo per Decider, Johnny Loftus ha consigliato Alchemy of Souls, reputando che "soddisferà la vostra voglia di fantasy", e l'ha riassunto come "Uk e Mu-deok che si fanno le smorfie mentre navigano attraverso la loro storia d'amore nascente all'interno della cornice di un rapporto tra padrone e servitrice", restando sorpreso dall'aspetto comico. Alla conclusione della prima parte, Yoo Won-jung di CBS NoCut News ha ritenuto che il programma abbia "creato un nuovo genere di drama d'azione fantasy-romantico" grazie alla collaborazione tra arte, musica, scene d'azione, costumi e computer grafica, reinterpretando stili tradizionali coreani in chiave moderna per creare una sensazione di immersione totale nel mondo di Daeho; ha inoltre lodato le interpretazioni degli attori, ciascuno dei quali "ha vantato un'elevata immedesimazione con il suo personaggio", e il rapporto tra Jang Uk e Mu-deok, il quale "ha mostrato una nuova chimica romantica che ha rotto gli schemi [...] facendo innamorare gli spettatori alternando tra padrone e serva, mago e amante". Positiva anche la recensione di Lorenza Negri su IO Donna, per cui "filosofeggiante nelle riflessioni e politico nel riportare gli intrighi del potere insiti nella vita di corte, romantico ma senza essere malizioso o zucchero (ma finirete per tifare per la coppia di mezz'età formata da Jin e la balia Do-joo), è l’intrattenimento ideale dell'estate". Per Laura Silvestri di Movieplayer.it, "l'intreccio tra elementi romance, fantasy e political thriller [...] qui riesce a dare vita a una storia accattivante e coinvolgente, un racconto che sa come utilizzare le tempistiche più estese della narrazione coreana (episodi dalla durata di 1 ora e 20 minuti ciascuno in media), che riesce a ricollegare i vari snodi narrativi con una naturalezza a volte spiazzante". Ha individuato nella regia e nella scrittura – in particolare nel dettagliato worldbuilding – i maggiori punti di forza, e lodato il comparto tecnico e il cast. Appunti minimi sono stati fatti ad alcune situazioni giudicate un po' ripetitive.
Tanu I. Raj di NME ha assegnato 3 stelle su 5 dopo la messa in onda delle prime sei puntate, scrivendo che il tempismo comico è "imbarazzante quanto i cliché ripetitivi" comuni ad altri drama coreani, come il triangolo amoroso; ha inoltre trovato che la serie soffrisse spesso per la quantità di informazioni da dare sul proprio universo immaginario, mentre ha lodato la computer grafica. Alla seconda parte ha invece assegnato il punteggio pieno dopo la visione delle prime due puntate, ritenendo che si stesse preannunciando "più serrata e coinvolgente" della precedente, con "una trama considerevolmente più sicura che non sente il bisogno di impressionare gli spettatori con una gloriosa CGI, sebbene abbondi ancora". Ha inoltre apprezzato la recitazione di Go Youn-jung, giudicando che la differenza con Jung So-min fosse impercettibile.

### Ascolti
Secondo Nielsen Korea, la prima puntata di Alchemy of Souls ha guadagnato uno share nazionale medio del 5,2%, occupando il primo posto tra i programmi trasmessi sui canali via cavo nella stessa fascia oraria. La prima puntata della seconda parte ha ottenuto il medesimo risultato, realizzando uno share nazionale medio del 6,7%. Gli ascolti maggiori sono stati registrati dalla puntata finale, che è arrivata prossima al 9,7%.
La tabella sottostante illustra i dati di ascolto per ogni episodio, con i massimi in rosso e i minimi in blu, e la posizione nella classifica giornaliera.
| Episodio | Data di trasmissione | Dati Nielsen Korea  | Dati Nielsen Korea         |
| Episodio | Data di trasmissione | A livello nazionale | Area metropolitana di Seul |
| Parte 1  | Parte 1              | Parte 1             | Parte 1                    |
| -------- | -------------------- | ------------------- | -------------------------- |
| 1        | 18 giugno 2022       | 5,205% (1º)         | 4,833% (1º)                |
| 2        | 19 giugno 2022       | 5,872% (1º)         | 6,047% (1º)                |
| 3        | 25 giugno 2022       | 5,288% (1º)         | 5,315% (1º)                |
| 4        | 26 giugno 2022       | 6,841% (1º)         | 6,878% (1º)                |
| 5        | 2 luglio 2022        | 5,352% (1º)         | 5,253% (1º)                |
| 6        | 3 luglio 2022        | 6,639% (1º)         | 6,880% (1º)                |
| 7        | 9 luglio 2022        | 5,311% (1º)         | 5,158% (1º)                |
| 8        | 10 luglio 2022       | 6,826% (1º)         | 6,694% (1º)                |
| 9        | 16 luglio 2022       | 5,204% (1º)         | 5,329% (1º)                |
| 10       | 17 luglio 2022       | 6,958% (1º)         | 6,835% (1º)                |
| 11       | 23 luglio 2022       | 4,989% (1º)         | 4,908% (1º)                |
| 12       | 24 luglio 2022       | 7,091% (1º)         | 7,032% (1º)                |
| 13       | 30 luglio 2022       | 6,290% (1º)         | 6,008% (1º)                |
| 14       | 31 luglio 2022       | 7,600% (1º)         | 7,484% (1º)                |
| 15       | 6 agosto 2022        | 6,610% (1º)         | 6,710% (1º)                |
| 16       | 7 agosto 2022        | 7,453% (1º)         | 7,544% (1º)                |
| 17       | 20 agosto 2022       | 7,566% (1º)         | 7,767% (1º)                |
| 18       | 21 agosto 2022       | 9,295% (1º)         | 9,793% (1º)                |
| 19       | 27 agosto 2022       | 7,915% (1º)         | 8,121% (1º)                |
| 20       | 28 agosto 2022       | 9,218% (1º)         | 9,903% (1º)                |
| Parte 2  |                      |                     |                            |
| 21       | 10 dicembre 2022     | 6,719% (1º)         | 7,852% (1º)                |
| 22       | 11 dicembre 2022     | 7,743% (1º)         | 8,808% (1º)                |
| 23       | 17 dicembre 2022     | 7,176% (1º)         | 8,236% (1º)                |
| 24       | 18 dicembre 2022     | 8,458% (1º)         | 9,366% (1º)                |
| 25       | 24 dicembre 2022     | 7,134% (1º)         | 7,665% (1º)                |
| 26       | 25 dicembre 2022     | 8,237% (1º)         | 9,206% (1º)                |
| 27       | 31 dicembre 2022     | 6,644% (1º)         | 6,654% (1º)                |
| 28       | 1 gennaio 2023       | 8,605% (1º)         | 10,078% (1º)               |
| 29       | 7 gennaio 2023       | 8,218% (1º)         | 8,853% (1º)                |
| 30       | 8 gennaio 2023       | 9,651% (1º)         | 10,603% (1º)               |
| Media    | Media                | 6,665%              | 7,099%                     |

Alchemy of Souls raggiunse la seconda posizione, al pari di Our Blues - Vite intrecciate, nella classifica delle serie più viste su Netflix Korea da gennaio al 22 dicembre 2022.

## Riconoscimenti
- Asia Model Awards
  - 2022 – Asia Special Award a Lee Jae-wook[44]
  - 2022 – Premio stella nascente tra gli attori a Arin[45]
- Baeksang Arts Award
  - 2023 – Candidatura Miglior sceneggiatura televisiva a Hong Jung-eun e Hong Mi-ran[46]
- Korea Drama Award[47][48]
  - 2022 – Miglior regista a Park Joon-hwa
  - 2022 – Premio eccellenza globale a Lee Jae-wook
  - 2022 – Candidatura Premio alta eccellenza (attrici) a Jung So-min
- Scene Stealer Festival[49]
  - 2023 – Scene stealer dell'anno a Oh Na-ra
  - 2023 – Scene stealer dell'anno a Im Chul-soo